# Drapa
Drapa er et oldislandsk hyldestdigt stilet til en stormand, konge eller gud.